# Episodi di Astrid e Raphaëlle (terza stagione)
La terza stagione della serie televisiva Astrid e Raphaëlle, composta da 8 episodi, è stata trasmessa in Francia dal 26 agosto al 23 settembre 2022 su France 2.
In Italia, la stagione è andata in onda su Giallo dal 8 al 29 ottobre 2022.
| nº | Titolo originale   | Titolo italiano      | Prima TV Francia  | Prima TV Italia |
| -- | ------------------ | -------------------- | ----------------- | --------------- |
| 1  | Plan global        | Piano globale        | 26 agosto 2022    | 8 ottobre 2022  |
| 2  | Memento Mori       | Memento mori         | 26 agosto 2022    | 8 ottobre 2022  |
| 3  | Natifs             | L'identità           | 2 settembre 2022  | 15 ottobre 2022 |
| 4  | La Chambre ouverte | La stanza aperta     | 2 settembre 2022  | 15 ottobre 2022 |
| 5  | Témoin             | Il testimone         | 9 settembre 2022  | 22 ottobre 2022 |
| 6  | Sang d'or          | Il vampiro           | 9 settembre 2022  | 22 ottobre 2022 |
| 7  | Les Fleurs du mal  | I fiori del male     | 16 settembre 2022 | 29 ottobre 2022 |
| 8  | En souterrain      | Un mondo sotterraneo | 23 settembre 2022 | 29 ottobre 2022 |

## Piano globale
- Titolo originale: Plan global
- Diretto da:
- Scritto da:

### Trama
Astrid e Raphaëlle indagano sull'omicidio di un famoso astrofisico. Si scopre che la vittima ha diffuso la voce che avrebbe fatto una scoperta importante.

## Memento mori
- Titolo originale: Memento mori
- Diretto da:
- Scritto da:

### Trama
Astrid e Raphaëlle indagano sull'omicidio di un parroco avvenuto in un monastero benedettino, scoprendo che la vittima è sconosciuta ai servizi dell'amministrazione e quindi in realtà era un truffatore.

## L'identità
- Titolo originale: Natifs
- Diretto da:
- Scritto da:

### Trama
Astrid e Raphaëlle indagano sul ritrovamento di un cadavere mummificato. Si scopre che la vittima è morta vent'anni prima, con l'arma in mano ad una donna in stato confusionale.

## La stanza aperta
- Titolo originale: La chambre ouverte
- Diretto da:
- Scritto da:

### Trama
Astrid e Raphaëlle indagano sull'omicidio di un paziente psichiatrico avvenuto in un ospedale. La vittima era lì per l'omicidio del suo datore di lavoro, avvenuto nove anni prima.

## Il testimone
- Titolo originale: Témoin
- Diretto da:
- Scritto da:

### Trama
Astrid e Raphaëlle indagano sull'omicidio di un subappaltatore e scoprono che il figlio della vittima, non lontano dalla scena del crimine nonché autistico, è l'unico testimone.

## Il vampiro
- Titolo originale: Sang d'or
- Diretto da:
- Scritto da:

### Trama
Astrid e Raphaëlle indagano sull'omicidio di un fotografo di moda trovato morto nel suo studio. I sospetti cadono su un meccanico di origine georgiana, che aveva investito la vittima su uno scooter.

## I fiori del male
- Titolo originale: Les Fleurs du mal
- Diretto da:
- Scritto da:

### Trama
Astrid e Raphaëlle indagano sull'omicidio della curatrice di una serra tropicale. Si scopre dal fratello che la vittima era una specialista in neurobiologia vegetale.

## Un mondo sotterraneo
- Titolo originale: En souterrain
- Diretto da:
- Scritto da:

### Trama
Astrid e Raphaëlle indagano sull'omicidio di un senzatetto, ma Astrid scopre che l'ufficiale di polizia incaricato di altri casi simili era suo padre, ucciso durante l'indagine.